# 香港サッカー協会
香港サッカー協会（ほんこんサッカーきょうかい、中国語: 香港足球總會, 英語: Hong Kong Football Association）は、香港におけるサッカー協会である。1914年に発足した東アジア最古のサッカー協会である。2014年より香港プレミアリーグを主催している。

## 概要
1954年5月8日のアジアサッカー連盟（AFC）創設メンバーであり、創設と同時にAFCに加盟している。国際サッカー連盟（FIFA）への加盟も同年の1954年である。2014年には香港ファーストディビジョンリーグに替わって、香港プレミアリーグを創設した。

## 運営
- 香港プレミアリーグ
- 香港シニアシールド
- 香港FAカップ
- HKFAリーグカップ（英語版）

## 組織
- サッカー香港代表
- サッカー香港女子代表
- U-23サッカー香港代表